# Louresse-Rochemenier
Louresse-Rochemenier est une commune française située dans le département de Maine-et-Loire en région Pays de la Loire.
La commune est née en 1842 du regroupement des deux anciennes communes voisines de Louresse et de Rochemenier.
Située dans le Saumurois, son territoire se trouve dans le périmètre du parc naturel régional Loire-Anjou-Touraine.

## Géographie

### Localisation
Formée par la réunion des anciennes communes de Louresse et de Rochemenier, la commune saumuroise de Louresse-Rochemenier est incluse dans le parc naturel régional Loire-Anjou-Touraine. Elle est bordée au sud par le Douet, un affluent du Layon, et à l'ouest par le ruisseau de la Bournée (affluent du Douet), qui sur toute sa longueur lui sert de limite communale. Le nord de la commune se trouve en forêt domaniale de Milly.
Le bourg de Louresse est situé, en distances orthodromiques, à 6 kilomètres au nord-ouest de Doué-la-Fontaine et 17 kilomètres à l'ouest de Saumur, au croisement des routes départementales 159, 177 et 761 (l'ancienne route nationale 761 qui demeure la principale voie de communication de la commune). La commune est également desservie par la route départementale 83.

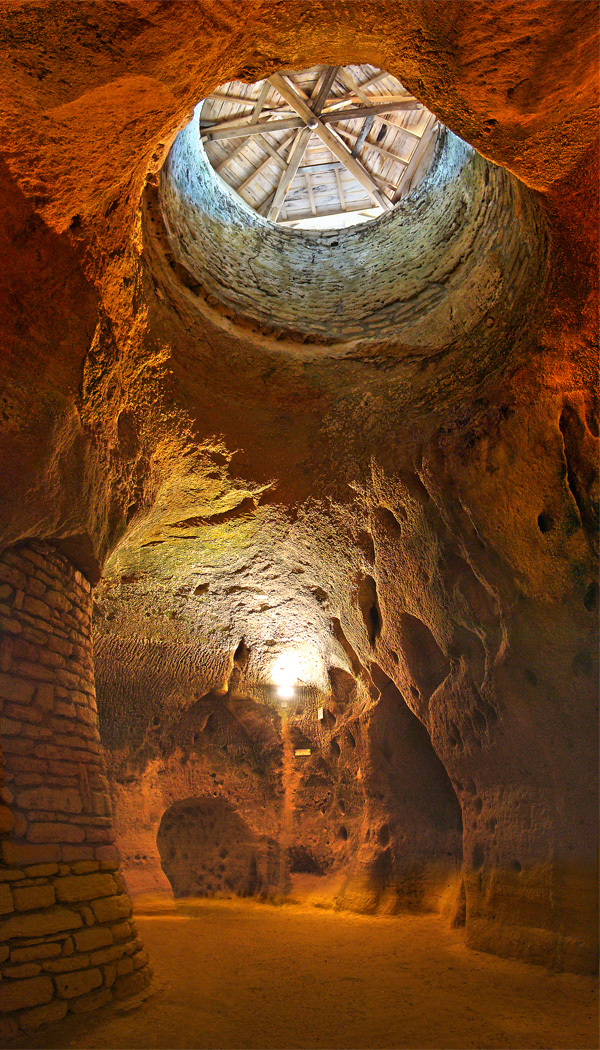
Chapelle troglodytique

Village troglodytique, Rochemenier est un haut-lieu du tourisme angevin.

### Communes limitrophes
| Louerre                        |                      | Gennes           |
| Ambillou-Château               | Louresse-Rochemenier | Dénezé-sous-Doué |
| Brigné Saint-Georges-sur-Layon | Doué-la-Fontaine     |                  |

### Logement
En 2009, le nombre total de logements dans la commune est de 370, alors qu'il est de 270 en 1999.
Parmi ces logements, 88,8 % sont des résidences principales, 8,0 % des résidences secondaires et 3,2 % des logements vacants. Ces logements sont pour 97,4 % d'entre eux des maisons individuelles et pour 2,0 % des appartements.
La proportion des résidences principales, propriétés de leurs occupants est de 73,3 %, en légère hausse par rapport à 1999 (69,3 %). La part de logements HLM loués vides est de 5,5 % contre 4,5 % en 1999(.

### Climat
Pour des articles plus généraux, voir Climat des Pays de la Loire et Climat de Maine-et-Loire.
En 2010, le climat de la commune est de type climat océanique altéré, selon une étude du CNRS s'appuyant sur une série de données couvrant la période 1971-2000. En 2020, Météo-France publie une typologie des climats de la France métropolitaine dans laquelle la commune est exposée à un climat océanique et est dans la région climatique Moyenne vallée de la Loire, caractérisée par une bonne insolation (1 850 h/an) et un été peu pluvieux.
Pour la période 1971-2000, la température annuelle moyenne est de 11,6 °C, avec une amplitude thermique annuelle de 14,2 °C. Le cumul annuel moyen de précipitations est de 664 mm, avec 11,5 jours de précipitations en janvier et 5,9 jours en juillet. Pour la période 1991-2020, la température moyenne annuelle observée sur la station météorologique de Météo-France la plus proche, « Martigne-briand », sur la commune de Terranjou à 11 km à vol d'oiseau, est de 12,6 °C et le cumul annuel moyen de précipitations est de 617,0 mm,. Pour l'avenir, les paramètres climatiques de la commune estimés pour 2050 selon différents scénarios d'émission de gaz à effet de serre sont consultables sur un site dédié publié par Météo-France en novembre 2022.

## Urbanisme

### Typologie
Au 1er janvier 2024, Louresse-Rochemenier est catégorisée commune rurale à habitat dispersé, selon la nouvelle grille communale de densité à sept niveaux définie par l'Insee en 2022.
Elle est située hors unité urbaine. Par ailleurs la commune fait partie de l'aire d'attraction de Doué-en-Anjou, dont elle est une commune de la couronne,. Cette aire, qui regroupe 7 communes, est catégorisée dans les aires de moins de 50 000 habitants,.

### Occupation des sols
L'occupation des sols de la commune, telle qu'elle ressort de la base de données européenne d’occupation biophysique des sols Corine Land Cover (CLC), est marquée par l'importance des territoires agricoles (74 % en 2018), en diminution par rapport à 1990 (75,2 %). La répartition détaillée en 2018 est la suivante :
terres arables (49,9 %), forêts (19,7 %), zones agricoles hétérogènes (14,3 %), prairies (9,8 %), zones urbanisées (3,6 %), milieux à végétation arbustive et/ou herbacée (2,7 %). L'évolution de l’occupation des sols de la commune et de ses infrastructures peut être observée sur les différentes représentations cartographiques du territoire : la carte de Cassini (XVIIIe siècle), la carte d'état-major (1820-1866) et les cartes ou photos aériennes de l'IGN pour la période actuelle (1950 à aujourd'hui).

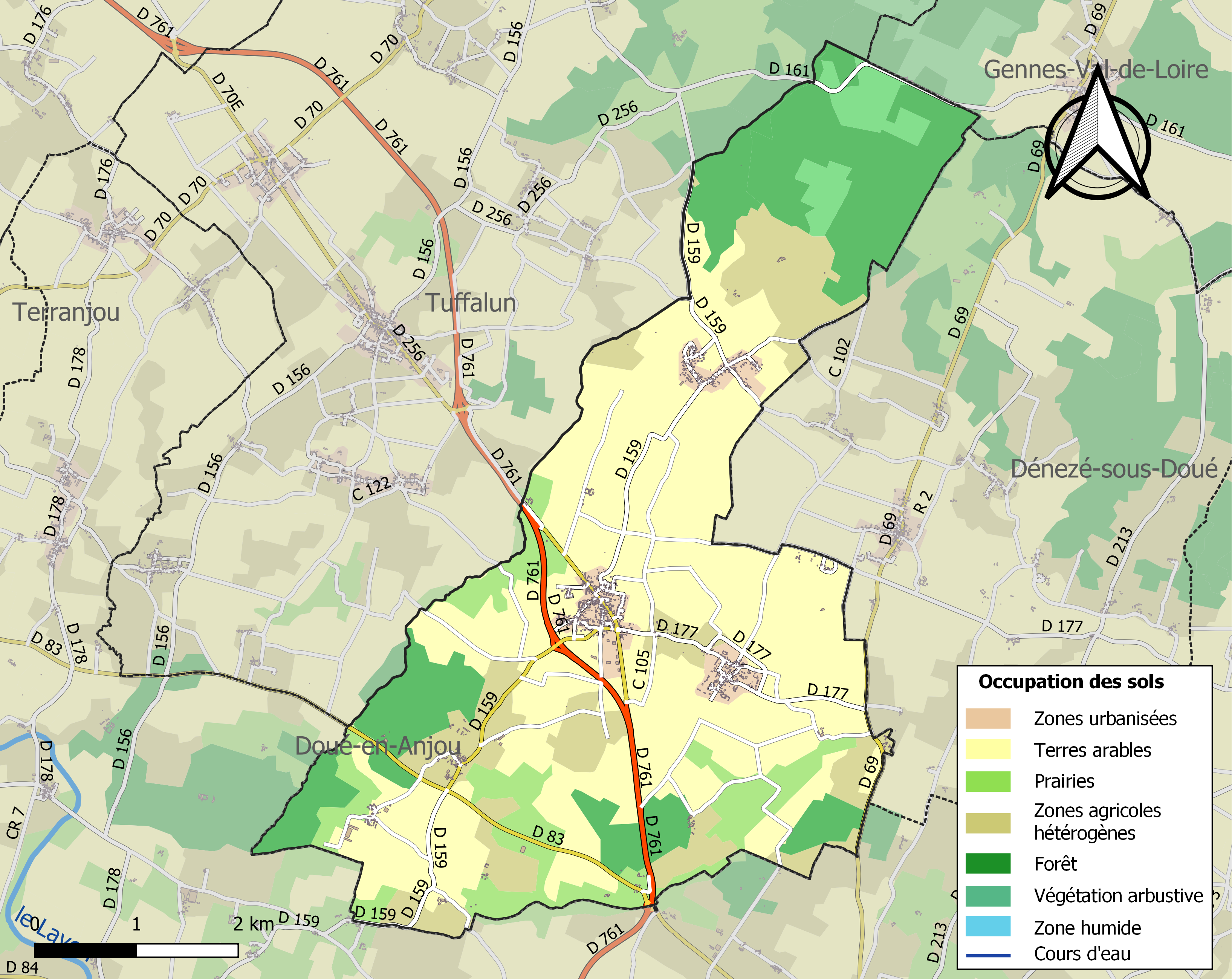
Carte des infrastructures et de l'occupation des sols de la commune en 2018 (CLC).

## Toponymie
Formes anciennes du nom de Louresse : Louresse en 1793 et 1801, avant de devenir Louresse-Rochemenier en 1842, à la suite de son regroupement avec Rochemenier.
Formes anciennes du nom de Rochemenier : Rochemenie en 1793 et 1801, puis Rochemenier, avant d'être réunie à Louresse en 1842, pour former Louresse-Rochemenier.
Gentilé : ses habitants sont appelés les Louressiens ou Louressois.

## Histoire
En 1842, les deux communes de Louresse et Rochemenier fusionnent sous le nouveau nom de Louresse-Rochemenier.

## Politique et administration

### Administration municipale

#### Commune actuelle
La commune est formée le 4 juin 1842 par la réunion de Louresse et de Rochemenier,.
| Période                                  | Période                      | Identité                                  | Étiquette | Qualité                       |
| ---------------------------------------- | ---------------------------- | ----------------------------------------- | --------- | ----------------------------- |
| février 1843                             | novembre 1853                | Méry de Contades                          |           | Maire de Louresse-Rochemenier |
| novembre 1853                            | août 1857                    | Léon de Contades                          |           |                               |
| août 1857                                | novembre 1872                | Frédéric Caslot                           |           |                               |
| novembre 1872                            | mars 1901                    | Ernest de Contades                        |           |                               |
| mai 1901                                 | mai 1904                     | Bara Auguste[réf. nécessaire]             |           |                               |
| mai 1904                                 | février 1907                 | Louis de Contades                         |           |                               |
| février 1907                             | juillet 1907                 | Benjamin Courjaret[réf. nécessaire]       |           |                               |
| juillet 1907                             | mai 1908                     | Mathurin Courant Hétreau[réf. nécessaire] |           |                               |
| mai 1908                                 | mai 1929                     | Louis de Contades[réf. nécessaire]        |           |                               |
| mai 1929                                 | octobre 1947                 | Joseph Courant                            |           |                               |
| octobre 1947                             | mai 1951                     | Auguste Rebellier                         |           |                               |
| juillet 1951 - mai 1953                  | mars 1971                    | Émile Breton                              |           |                               |
| mars 1971                                | mars 1983                    | Gilbert Clochard                          |           |                               |
| mars 1983                                | mars 2001                    | Guy Jarny                                 |           |                               |
| mars 2001                                | mars 2008                    | Germain Métivier                          |           |                               |
| mars 2008                                | juillet 2020                 | Alain Jobard                              |           |                               |
| juillet 2020                             | En cours (au 4 juillet 2020) | Pierre-Yves Douet                         |           |                               |
| Les données manquantes sont à compléter. |                              |                                           |           |                               |

#### Anciennes communes
Les communes de Louresse et de Rochemenier sont créées à la Révolution. Elles disposeront d'un maire et d'un conseil municipal jusqu'à leur fusion en 1842.
| Période | Période | Identité             | Étiquette | Qualité |
| ------- | ------- | -------------------- | --------- | ------- |
| 1800    | 1805    | Morisseau            |           |         |
| 1805    | 1814    | Courjaret            |           |         |
| 1814    | 1830    | Louis Courjaret fils |           |         |
| 1830    |         | R.-J.-H. Hublot      |           |         |

| Période                      | Période | Identité         | Étiquette | Qualité |
| ---------------------------- | ------- | ---------------- | --------- | ------- |
| 1789                         | 1796    | Augustin Grignon |           |         |
| Ier messidor an VIII         | 1808    | Pinson           |           |         |
| 2 janvier 1808               | 1832    | André Courjaret  |           |         |
| août 1832                    | 1840    | Camille Merlet   |           |         |
| 7 février 1840 (installé le) |         | André pinson     |           |         |

### Intercommunalité
La commune est membre de la communauté d'agglomération Saumur Val de Loire. La commune était précédemment membre de la communauté de communes de la région de Doué-la-Fontaine, elle-même membre du syndicat mixte Pays Saumurois.

## Population et société

### Démographie

#### Évolution démographique

##### Anciennes communes
| 1793 | 1800 | 1806 | 1821 | 1831 | 1836 | 1841 |
| ---- | ---- | ---- | ---- | ---- | ---- | ---- |
| 404  | 516  | 550  | 537  | 571  | 611  | 606  |

| 1793 | 1800 | 1806 | 1821 | 1831 | 1836 | 1841 |
| ---- | ---- | ---- | ---- | ---- | ---- | ---- |
| 189  | 282  | 283  | 284  | 292  | 303  | 328  |

##### Commune actuelle
L'évolution du nombre d'habitants est connue à travers les recensements de la population effectués dans la commune depuis 1851. Pour les communes de moins de 10 000 habitants, une enquête de recensement portant sur toute la population est réalisée tous les cinq ans, les populations de référence des années intermédiaires étant quant à elles estimées par interpolation ou extrapolation. Pour la commune, le premier recensement exhaustif entrant dans le cadre du nouveau dispositif a été réalisé en 2007.

En 2022, la commune comptait 895 habitants, en évolution de +6,04 % par rapport à 2016 (Maine-et-Loire : +2,12 %, France hors Mayotte : +2,11 %).
| 1851 | 1856 | 1861 | 1866 | 1872 | 1876 | 1881 | 1886 | 1891 |
| ---- | ---- | ---- | ---- | ---- | ---- | ---- | ---- | ---- |
| 903  | 880  | 854  | 857  | 840  | 853  | 802  | 753  | 703  |

| 1896 | 1901 | 1906 | 1911 | 1921 | 1926 | 1931 | 1936 | 1946 |
| ---- | ---- | ---- | ---- | ---- | ---- | ---- | ---- | ---- |
| 727  | 742  | 752  | 729  | 666  | 639  | 638  | 669  | 616  |

| 1954 | 1962 | 1968 | 1975 | 1982 | 1990 | 1999 | 2006 | 2007 |
| ---- | ---- | ---- | ---- | ---- | ---- | ---- | ---- | ---- |
| 681  | 647  | 602  | 583  | 593  | 579  | 613  | 773  | 796  |

| 2012 | 2017 | 2022 | - | - | - | - | - | - |
| ---- | ---- | ---- | - | - | - | - | - | - |
| 805  | 864  | 895  | - | - | - | - | - | - |

#### Pyramide des âges
La population de la commune est relativement jeune.
En 2018, le taux de personnes d'un âge inférieur à 30 ans s'élève à 39,3 %, soit au-dessus de la moyenne départementale (37,2 %). À l'inverse, le taux de personnes d'âge supérieur à 60 ans est de 19,1 % la même année, alors qu'il est de 25,6 % au niveau départemental.
En 2018, la commune comptait 443 hommes pour 429 femmes, soit un taux de 50,8 % d'hommes, largement supérieur au taux départemental (48,63 %).
Les pyramides des âges de la commune et du département s'établissent comme suit.
| Hommes | Classe d’âge | Femmes |
| ------ | ------------ | ------ |
| 0,7    | 90 ou +      | 1,2    |
| 6,4    | 75-89 ans    | 7,1    |
| 10,5   | 60-74 ans    | 12,3   |
| 18,5   | 45-59 ans    | 17,9   |
| 23,4   | 30-44 ans    | 23,5   |
| 15,7   | 15-29 ans    | 16,7   |
| 24,7   | 0-14 ans     | 21,3   |

| Hommes | Classe d’âge | Femmes |
| ------ | ------------ | ------ |
| 0,9    | 90 ou +      | 2,1    |
| 7      | 75-89 ans    | 9,5    |
| 16,2   | 60-74 ans    | 16,9   |
| 19,4   | 45-59 ans    | 18,7   |
| 18,2   | 30-44 ans    | 17,5   |
| 18,8   | 15-29 ans    | 17,6   |
| 19,5   | 0-14 ans     | 17,6   |

## Économie
Sur 87 établissements présents à Louresse-Rochemenier fin 2010, 49 % relèvent du secteur de l'agriculture (pour une moyenne de 17 % sur le département), 9 % du secteur de l'industrie, 12 % du secteur de la construction, 22 % de celui du commerce et des services et 8 % du secteur de l'administration et de la santé. En 2011, 4 entreprises sont créées dans la commune.
À fin 2015, sur les 87 établissements actifs, 30 % relèvent du secteur de l'agriculture (pour 11 % sur le département), 14 % du secteur de l'industrie, 14 % du secteur de la construction, 35 % de celui du commerce et des services et 8 % du secteur de l'administration et de la santé.

## Culture locale et patrimoine

### Lieux et monuments

#### Les habitations troglodytiques
Rochemenier est un vieux bourg, autrefois en grande partie troglodyte avec des caves creusées dans le calcaire, dont quelques-unes étaient encore habitées à la fin des années 1980. Les caves présentent la plupart du temps une façade en maçonnerie. Les cultures sont en surface. Au XVIIIe siècle, une grande partie des habitants de Doué et des communes environnantes avaient leur logement dans des caves, lieux créés à la suite de l'exploitation des carrières de falun pour extraire des pierres servant à la construction,.
Depuis 1964 deux anciennes fermes avec habitations et dépendances creusées dans la roche sont ouvertes à la visite, abritant plusieurs centaines d'outils et meubles paysans, une basse-cour, une chapelle souterraine et une maison troglodytique modernisée. Vingt salles s'étendent sur une surface d'un hectare,.

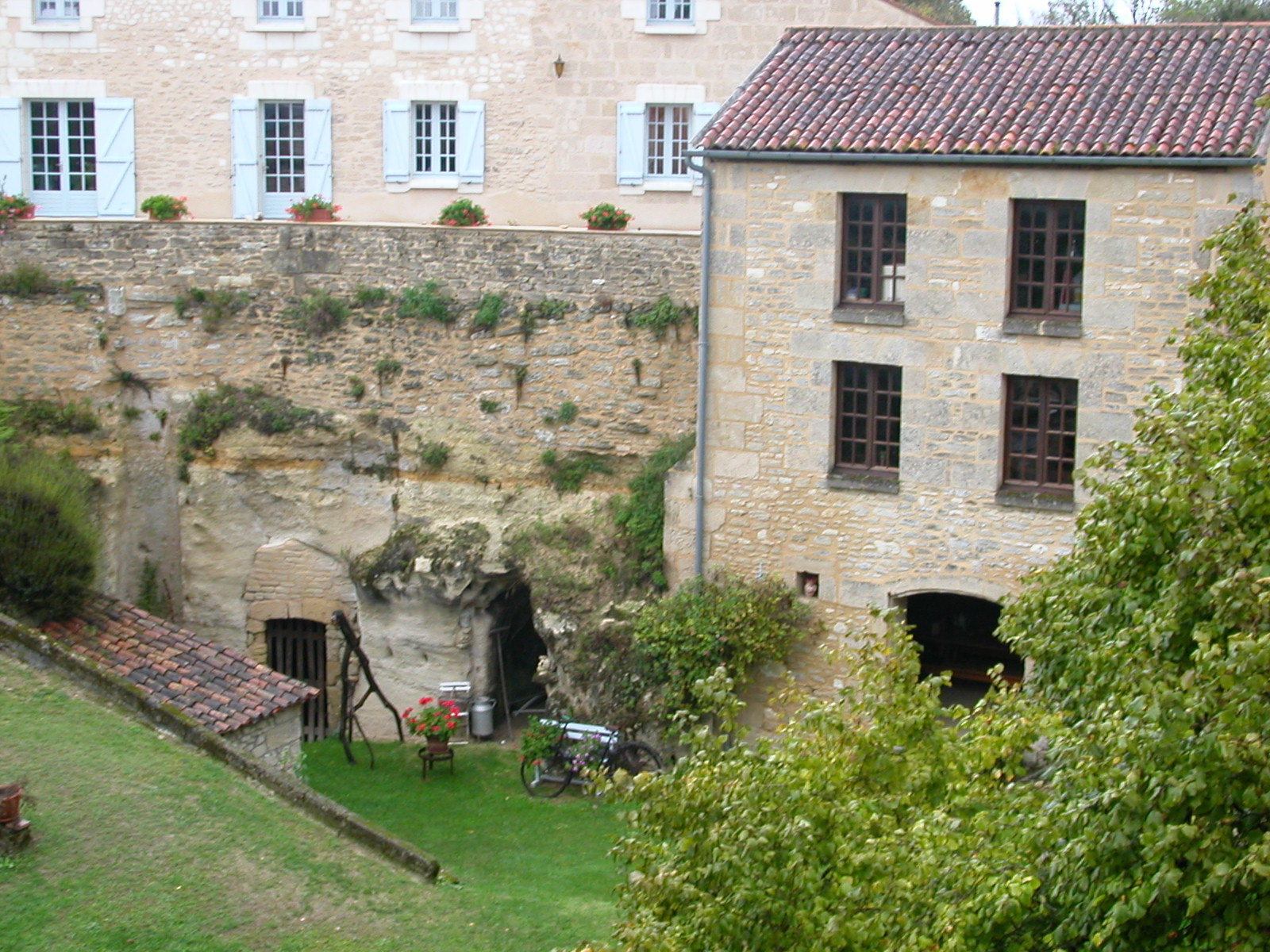
Habitation aérienne et troglodytique.
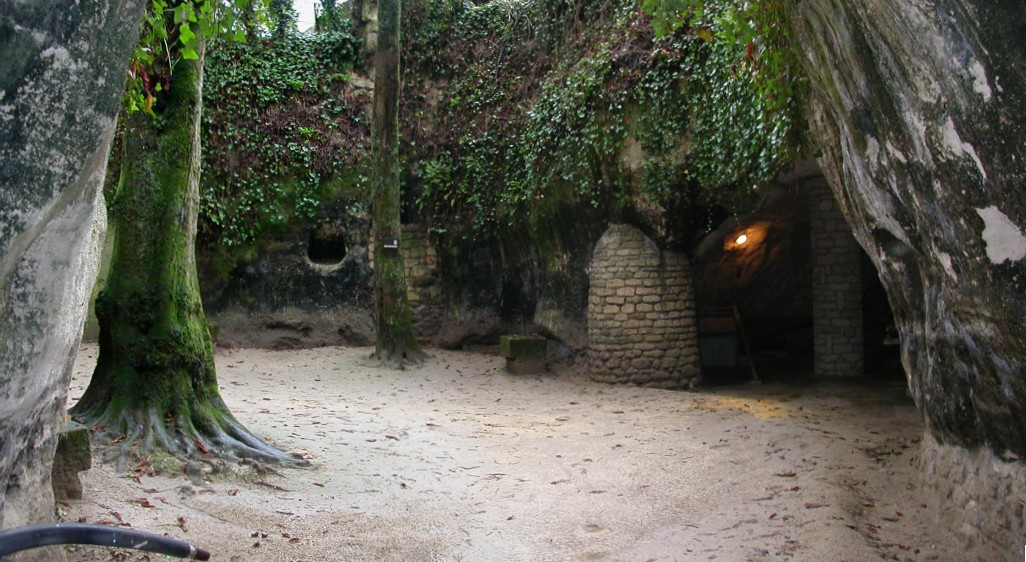
Ferme troglodytique.
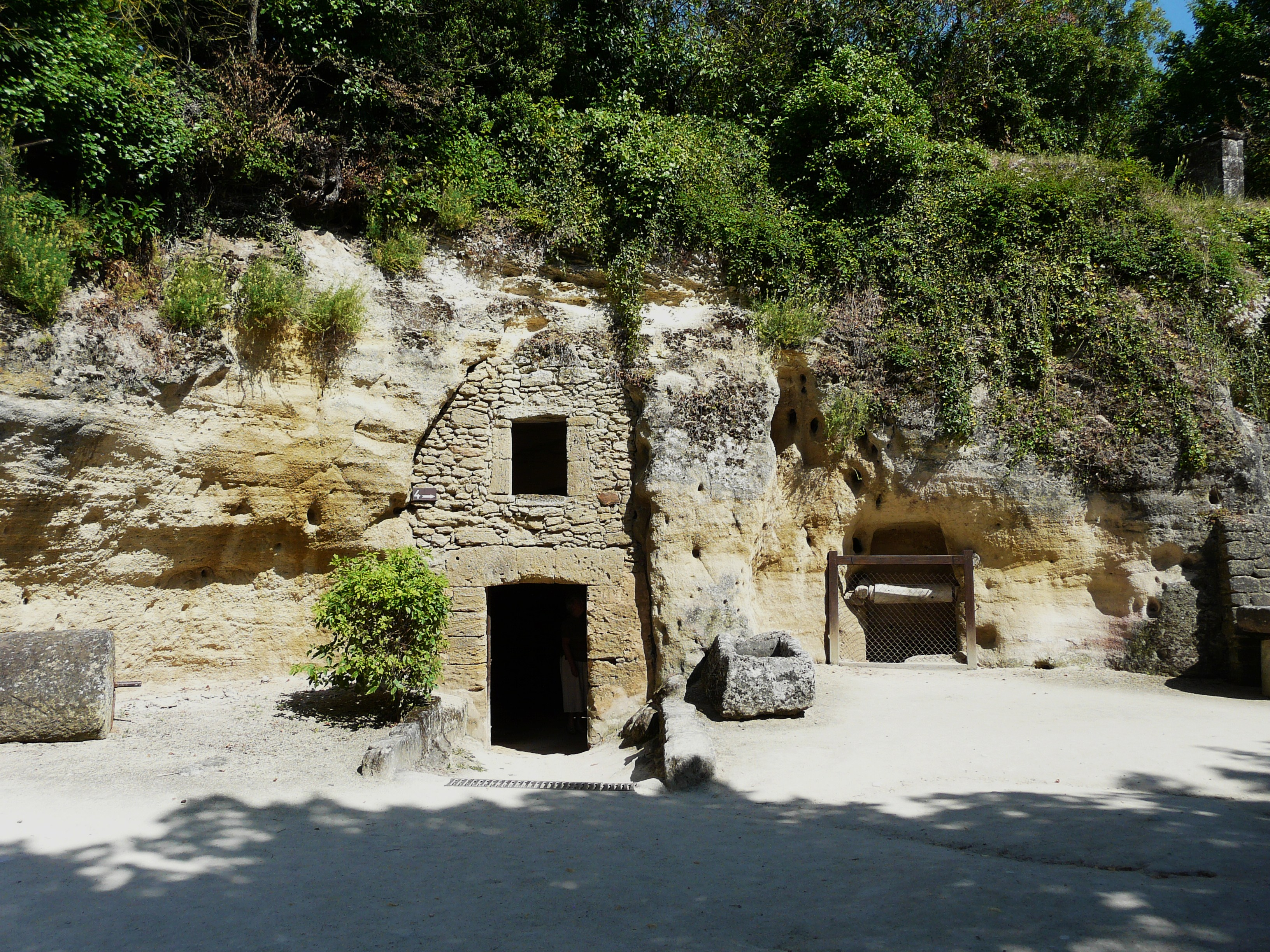
Étable troglodytique.
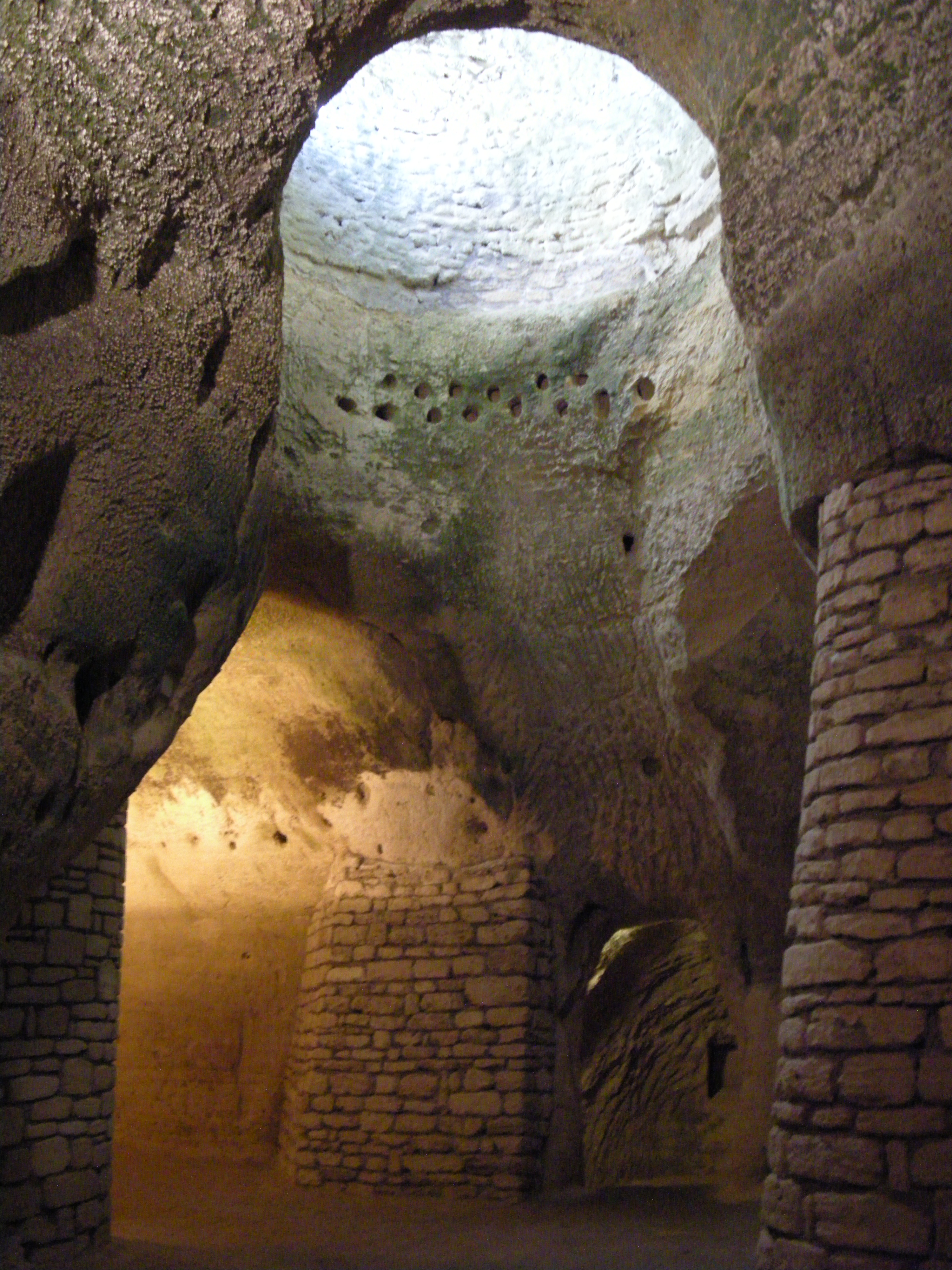
Chapelle troglodytique.
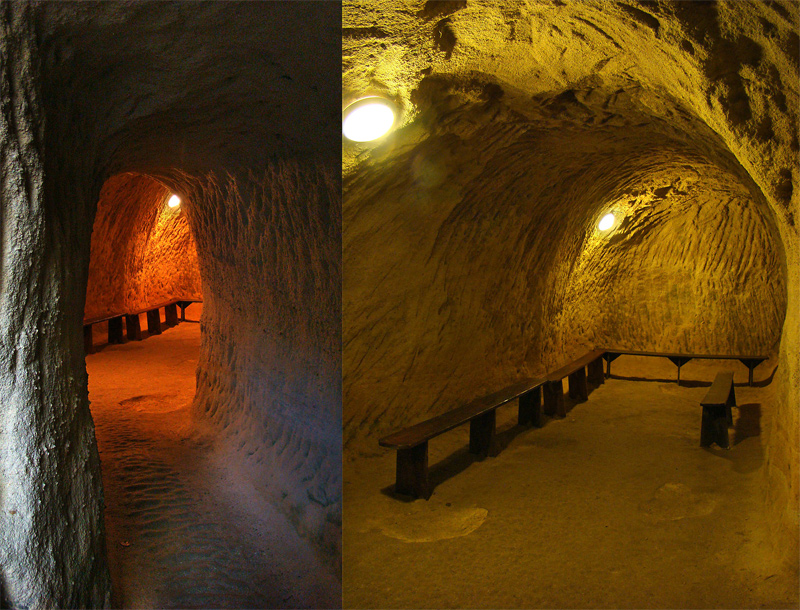
Salle de veillée troglodytique.
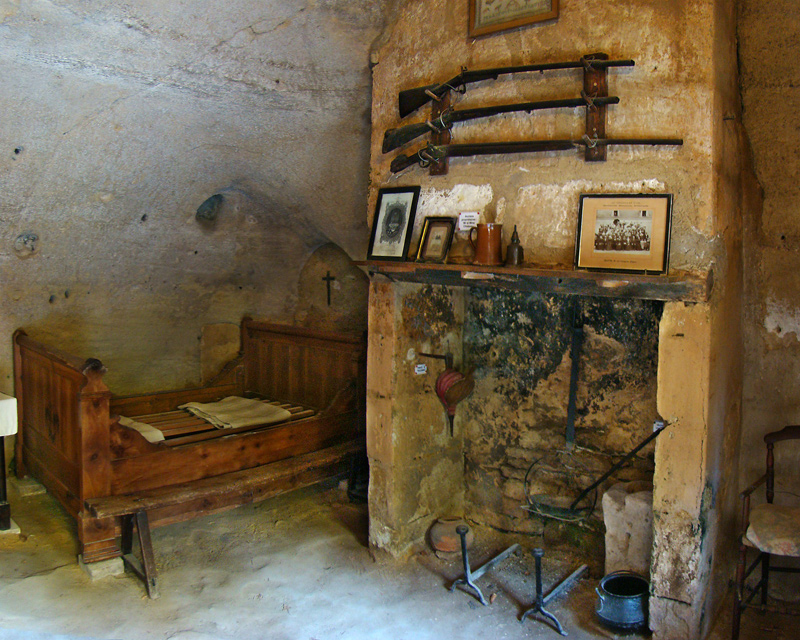
Intérieur d'habitation troglodytique.

#### Le site néolithique des Choffaux
- Rapport de fouille programmée annuelle OA 18 5842, "Les Choffaux" Une construction monumentale de type Antran, 2017[31].
- Rapport de fouille programmée annuelle OA 18 6044, "Les Choffaux" Une construction monumentale de type Antran, 2019[32].
- Un nouveau bâtiment de type Antran en Centre-Ouest, Présentation préliminaire du site des “Choffaux” à Louresse-Rochemenier, Internéo volume 11, 2016[33].

Dans un rayon de 5 kilomètres autour de la commune de Louresse-Rochemenier, on peut apercevoir des dolmens et un polissoir, traces d’une occupation néolithique il y a environ 3000 ans avant J.-C. À cela s’ajoute un site découvert en 2011, celui des Choffaux.

##### Découverte et localisation du site
Localisé dans le département de Maine-et-Loire, sur la commune de Louresse-Rochemenier, le site des Choffaux est découvert en archéologie aérienne par Gilles Leroux en 2011.
Le site s’établit sur une petite élévation de terrain haute de 76 mètres par rapport au niveau de la mer qui correspond à une couche fragmentée de faluns de l’Anjou, une roche sédimentaire bien connue dans la région formée par une accumulation de coquilles mélangée à du sable et de l’argile. Le site s’étend sur deux parcelles agricoles cultivées au relief ondulé à l’entrée du bourg de Rochemenier, constituées de terrains marneux (roche de calcite et d’argile) et sableux.

##### Emprise du site
Les structures archéologiques des Choffaux ont été repérées en réalisant des excavations. Au total, 3 160 m2 ont été décapés (élimination de la couche superficielle du sol) à la pelle mécanique. Treize tranchées de sondages destinées à étudier le sous-sol et quelques petites extensions ont été établies.
L’espace clos par l’enceinte semblant se développer de manière ovale ou circulaire et délimitée par une palissade en bois cernée de fossés est estimée à environ 2 hectares. Parmi les structures excavées, on peut citer des fosses d’implantation de poteau, des fosses, des tranchées palissadées, carrières, et structures à pierres chauffées.

##### Un site néolithique final de type Antran
Il s’agit d’un site de la fin du Néolithique, commençant vers 8000 avant J.-C. (aussi appelé « âge de la pierre polie »), qui correspond à la période la plus récente de la Préhistoire. Cette dernière est marquée par de profondes mutations techniques et sociales, avec l’apparition de l’agriculture et de l’élevage, impliquant le plus souvent une sédentarisation des populations qui étaient jusqu’alors nomades. On voit ainsi apparaître à la fin du Néolithique (vers 3000–2500 avant J.-C.) de grandes constructions monumentales auxquelles se rattache le site des Choffaux et qui traduisent une croissance démographique importante en Europe.
Il est difficile de dater les vestiges en raison du manque de mobilier. Toutefois, à partir de la nature, du plan et des dimensions des vestiges, des similitudes ont été établies entre le site des Choffaux et les douze constructions/bâtiments de type Antran attestées dans le centre-ouest de la France, entre Loire et Dordogne. On peut notamment citer La Croix Verte à Antran (Vienne), Les Limousines aux Fontaines-d'Ozillac (Charente-Maritime) ou encore Beauclair à Douchapt (Dordogne).
Les caractéristiques de ces monuments de type Antran situés à l'intérieur d’une enceinte palissadée ovalaire ou circulaire sont : les dimensions colossales (entre 46,50 m et 150 m de long pour 15 à 19 m de large), une forme rectangulaire aux angles arrondis, une double paroi porteuse sur tranchée et sur fosses, la présence de deux nefs séparées par une ligne de poteaux alignés à large diamètre et fondés en profondeur, des ouvertures exclusivement sur les longs côtés...
Ainsi, datées entre 3000 et 2200 avant J.-C., les constructions monumentales des Choffaux sont considérées comme des occupations domestiques à usage collectif ou plurifonctionnelles (habitation, étable, grenier...). Elles sont la première attestation d’une construction de type Antran en Pays de la Loire et la première attestation d’un site domestique structuré du Néolithique final.
Cette période est assez mal connue régionalement, tout comme dans une partie du nord-ouest de la France : les traditions architecturales et leurs évolutions, les groupes ou styles culturels et leurs relations sont mal définis. Le site des Choffaux est intéressant notamment par sa situation géographique à la croisée de différentes aires culturelles (Massif armoricain, Bassin parisien et Bassin aquitain) et permet de collecter de nouvelles informations. On s'intéresse alors à son attribution chronologique, son type d’occupation, son architecture et sa localisation.

##### Un bâtiment de type Antran
L’enceinte des Choffaux, d’environ 180 mètres de diamètre, délimitée par une palissade sur fosses (avec une succession de poteaux régulièrement espacés), comprend probablement en son centre un vaste bâtiment du type rencontré à Antran, à partir duquel rayonnent plusieurs lignes de fosses et trous de poteaux qui divisent l’intérieur de l’enceinte.
Le bâtiment est de forme rectangulaire à angles arrondis. Il est orienté nord-est sud-ouest. Il mesure 52 mètres de long pour 15,40 à 17,80 mètres de large et couvre une surface d’environ 880 m2. 159 structures ont été déterminées lors des fouilles archéologiques.
Une quinzaine d’autres fosses découvertes isolées ou regroupées pourraient témoigner de la présence d’autres aménagements néolithiques en son sein ou à proximité (bâtiments, aménagements annexes...). D’autres aménagements tels que des structures à pierres chauffées suggèrent l’existence d’un bâtiment antérieur à celui de type Antran ou un aménagement en deux phases de celui-ci. D’ailleurs, les fouilles ont révélé la présence d’aménagements postérieurs modernes et contemporains qui recoupent les structures néolithiques : des fossés en lien avec le réseau parcellaire et viaire, l’implantation de vignes ou encore de probables carrières d’extraction de falun.

##### Découvertes et artefacts (éléments façonnés par l’être humain)
Plusieurs dizaines d’objets lithiques (relatif au travail de la pierre) et céramiques principalement ont été découverts. On trouve parmi ces vestiges un fragment de poignard de type pressignien (production dans les derniers siècles du Néolithique de très longues lames de silex provenant de la région du Grand-Pressigny, en Touraine, et diffusion sous forme de poignards en Europe occidentale, entre 3000 et 2450 avant J.-C.), une lame en silex (roche sédimentaire dure, matière première de l'industrie lithique préhistorique), etc.

#### Dolmen la Pierre Couverte de Corbeau

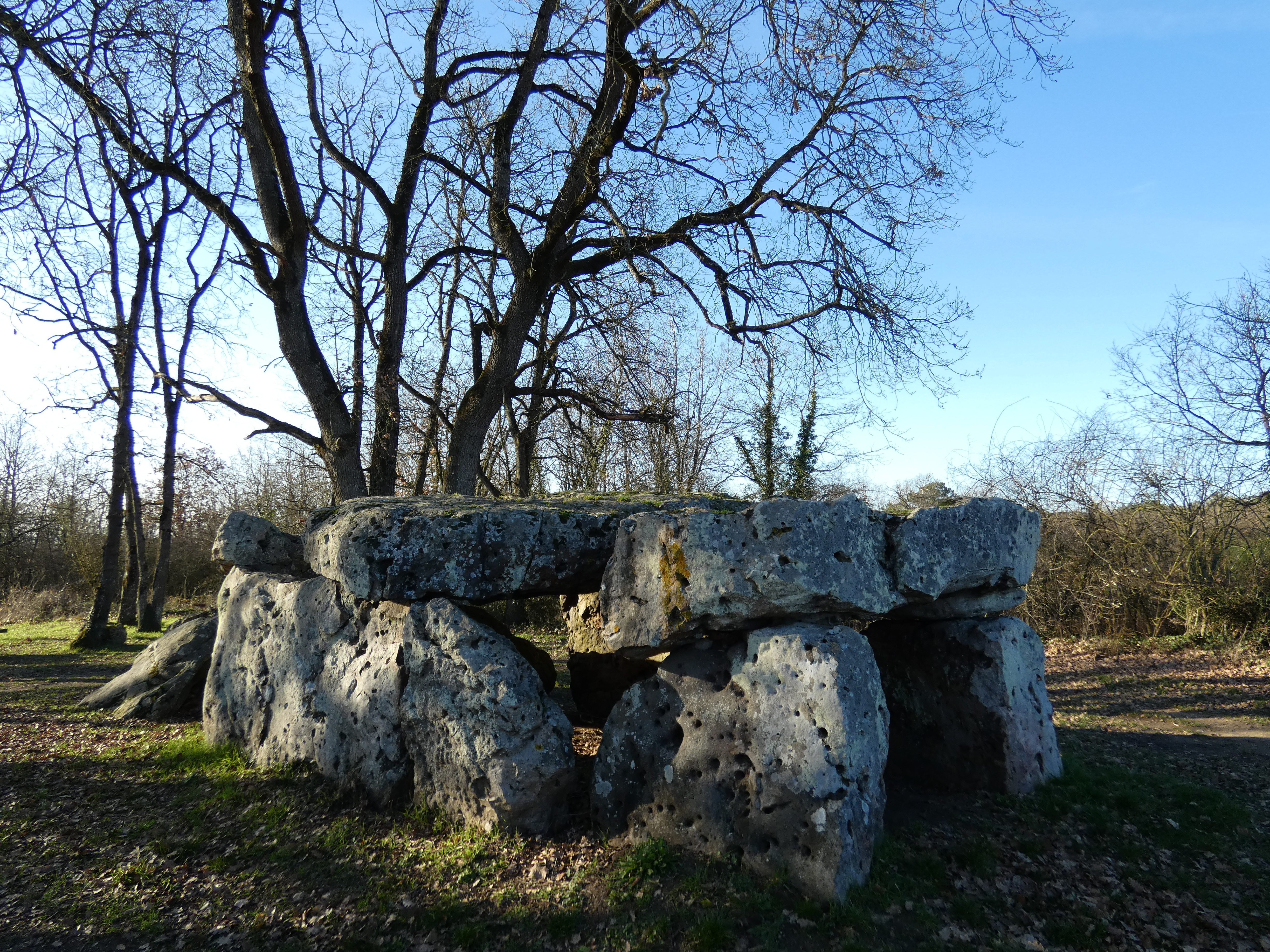
Dolmen la Pierre Couverte de Corbeau.

Ce dolmen de type angevin est constitué de blocs de pierres massifs, des monolithes, arrangés les uns par rapport aux autres : Il s’agit d’une construction funéraire, tombe collective en pierres, datant du néolithique (entre 6000 et 2200 avant notre ère). Elle pouvait accueillir plusieurs sépultures : les défunts étaient déposés au fur et à mesure des décès. Des fouilles anciennes et peu documentées auraient mis au jour des ossements,.
Le Dolmen de Corbeau comporte une entrée à portique étroite dotée d'une dalle de couverture presque aussi haute que la dalle principale. Une belle dalle est en place sur deux supports. Une troisième dalle de couverture est présente en arrière et repose encore sur le support de gauche et touche au sol par l'autre extrémité, son support nord est couché, en partie recouvert par elle. En 1862 elle était encore horizontale. La dalle de fond, dite de chevet, est couchée sur un support sud incliné,.
Ce dolmen a la particularité de ne pas uniquement utiliser le grès ou grison affleurant aux alentours mais de comporter des dalles de falun dont les gisements sont distants d'au moins trois kilomètres. On en trouvait encore une en 1956 dans un intervalle vide du côté sud. Il subsiste encore des morceaux de cette roche friable.
À l'origine, un dolmen de ce type était recouvert d'un monticule de terre formant alors un tumulus.

#### Polissoir de la Bournée

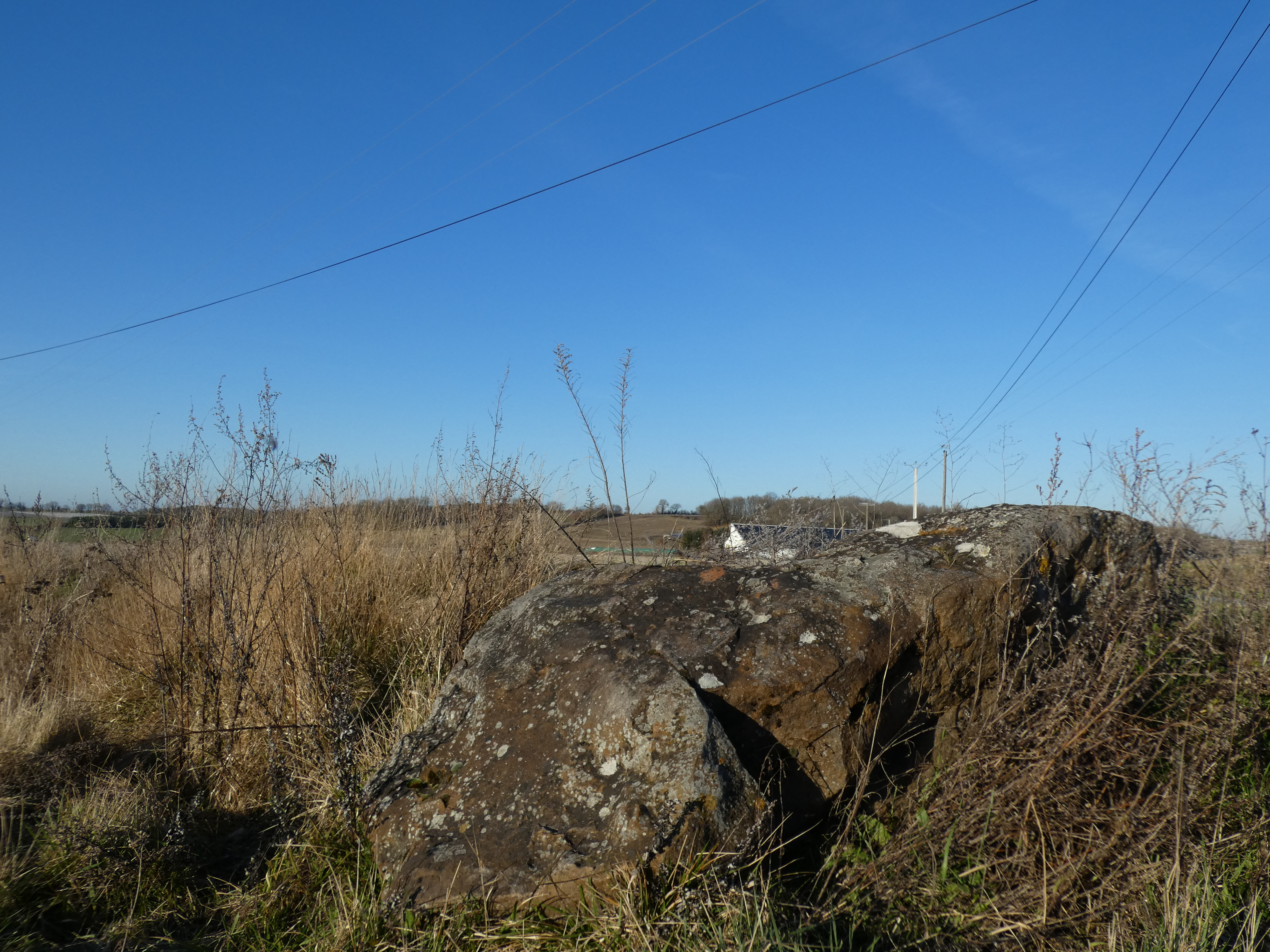
Polissoir de la Bournée.

De par son emplacement à la croisée de différentes aires culturelles (Massif armoricain, Bassin parisien et Bassin aquitain), la commune de Louresse-Rochemenier comprenant ses différents hameaux, fut une terre de carrefour d'influence mégalithique.
Ce polissoir situé au bord de la route à un carrefour, sur la D159, au hameau de la Bournée, aurait été déplacé. Durant la Préhistoire, à la période Néolithique, comprise entre 6000 et 2200 avant notre ère, ce gros bloc de pierre en grès servait à affûter et polir des outils en pierre (silex et autres roches dures), comme des haches, pointes de flèche et couteaux par exemple. La généralisation du polissage est apparue avec le développement des travaux de défrichage liés à l’émergence de l’agriculture et de l'élevage. La hache en pierre polie était l'outil principal à tout faire et le polissage permettait de rendre les tranchants plus résistants et plus efficaces.
On aperçoit deux rainures parallèles usées, témoins du polissage répété de la face de nombreux outils de pierre,, ce qui nécessitait de nombreuses heures de travail pénible (jusqu'à une centaine d'heures de travail pour certaines grandes haches) car il fallait une pression de plusieurs dizaines de kilos pour obtenir un résultat efficace.

#### Site archéologique de la Chaussée
Le site archéologique de la Chaussée est un site d'occupation antique et médiévale à Rochemenier. En 1997-1998, des fouilles archéologiques y sont menées par le Service archéologique départemental, sous le contrôle du Service régional de l'Archéologie, financées par le conseil général. Elles ont permis de découvrir des vestiges gallo-romains et d'autres de l’époque carolingienne : une église ainsi qu’un cimetière avec des tombes et squelettes.
Ce site a connu trois grandes périodes d'occupation : antiques et médiévales jusqu’au début du XIIe siècle. Il est situé à la périphérie d'un domaine rural, en contrebas de l'habitat qui s'étendait probablement sous le village actuel. La phase la plus ancienne correspond à une première occupation avant la conquête de la Gaule par les Romains (soit avant 58 avant J.-C.) qui a laissé du matériel (silex et poteries) mis au jour. La plaine fait alors déjà l'objet d'une exploitation par des agriculteurs.
La seconde occupation avec exploitation gallo-romaine est mise en place au cours du premier siècle après Jésus-Christ et dure jusqu'à la fin du IIIe siècle. Une mare de 50 m2 de surface pour une profondeur maximale de 1,5 m creusée dans l'argile jusqu'à la nappe phréatique a ensuite servi de dépotoir. Un ensemble de céramique de la fin du second et du début du troisième siècle après J.-C. a été retrouvé. Le paysage était organisé avec des limites parcellaires parallèles entre-elles. Quatre structures parallèles, en maçonnerie de moellons, furent construites.
La troisième phase d'occupation est la mieux représentée. Un édifice religieux carolingien (entre 750 et 960) notamment fut construit. Il n'est pas possible, en l'absence de texte, de préciser s'il s'agit d'une chapelle funéraire, d'une chapelle privée ou d'une église paroissiale. Les murs restants ne dépassent pas 20 cm sur des fondations en moellons de calcaire coquillier liés au mortier de chaux. Cet édifice est formé par une nef rectangulaire de 6,4 m de large et de 8,2 m de long, qui se prolongeait à l'est par une abside semi-circulaire pour atteindre la longueur totale de 11,3 m. Une deuxième construction de plan rectangulaire, perpendiculaire à la précédente, s'est substituée à l'église à abside, mais il ne subsiste aucun vestige des sols de ce bâtiment. Des structures plus légères ont existé à côté de ces constructions en pierre. 68 sépultures d'adultes et d'enfants ont été retrouvées à l'intérieur et surtout à l'extérieur, à l'est en périphérie de l'abside, au nord et le long du mur sud, mais aucune sépulture à l'ouest. Plus de la moitié (39) sont celles de jeunes enfants de moins de 13 ans. De nombreux détails laissent à penser qu'au Moyen Âge une communauté chrétienne vivait sur ces lieux au cours des VIIIe et IXe siècles.
À la suite des invasions des Normands en 853, il est fort probable que les habitants aient profité du creusement du sous-sol lié à l’extraction de falun pour les constructions, afin de s’y réfugier et l'étendre.
Le site de la Chaussée fut ensuite exclusivement consacré à l'agriculture.

#### Les autres monuments
- Ruines de l'ancienne église de la Madeleine-et-Saint-Jean, à Varenne (ou Varanne), détruite par les huguenots au XVIe siècle, dont il reste un pignon du XIVe siècle, inscrites aux monuments historiques depuis 1977[41].
- Chapelle Sainte-Emérance, devenue église paroissiale Sainte-Madeleine-et-Saint-Jean de Rochemenier, XVIe et XVIIe siècles, inscrite aux monuments historiques depuis 1972[42].
- Église Saint-Pierre de Louresse, XIIIe et XIXe siècles.
- L'ancienne chapelle souterraine de Rochemenier, ancienne carrière de pierre
- Château du Pont-de-Varenne (ou de Varanne) et sa chapelle, XVIe siècle, avec aménagements ultérieurs au XVIIIe siècle, inscrit aux monuments historiques depuis 1973[43].
- Château de Launay et sa chapelle, XIXe siècle.
- Manoir de la Lucasière, vestiges de l'enceinte et de deux tours du XVIe siècle.
- Manoir de Brosse, XVIe et XVIIe siècles.
- Manoir de Pierre-Basse, à Rochemenier, XVIe siècle.
- Manoir le Château, à la Bournée, avec sa chapelle.
- Lavoir de la Bournée, XIXe siècle
- Lavoir de Grenet, XIXe siècle
- Plusieurs moulins à vent.
- Le moulin Gouré
- Le monument aux morts de Louresse
- L'ancienne mairie-école communale de garçons de Louresse

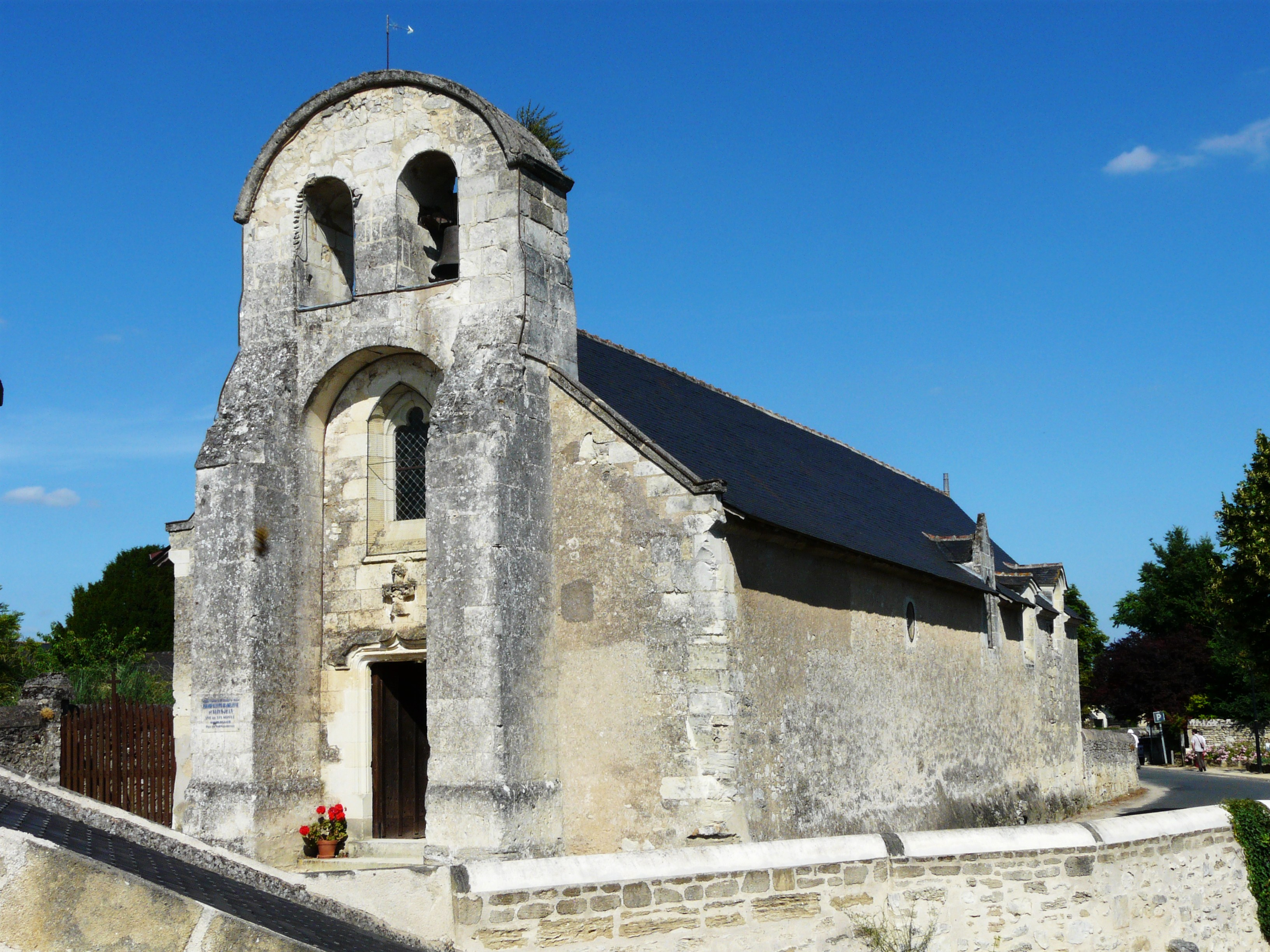
L'église Sainte-Madeleine-et-Saint-Jean de Rochemenier.
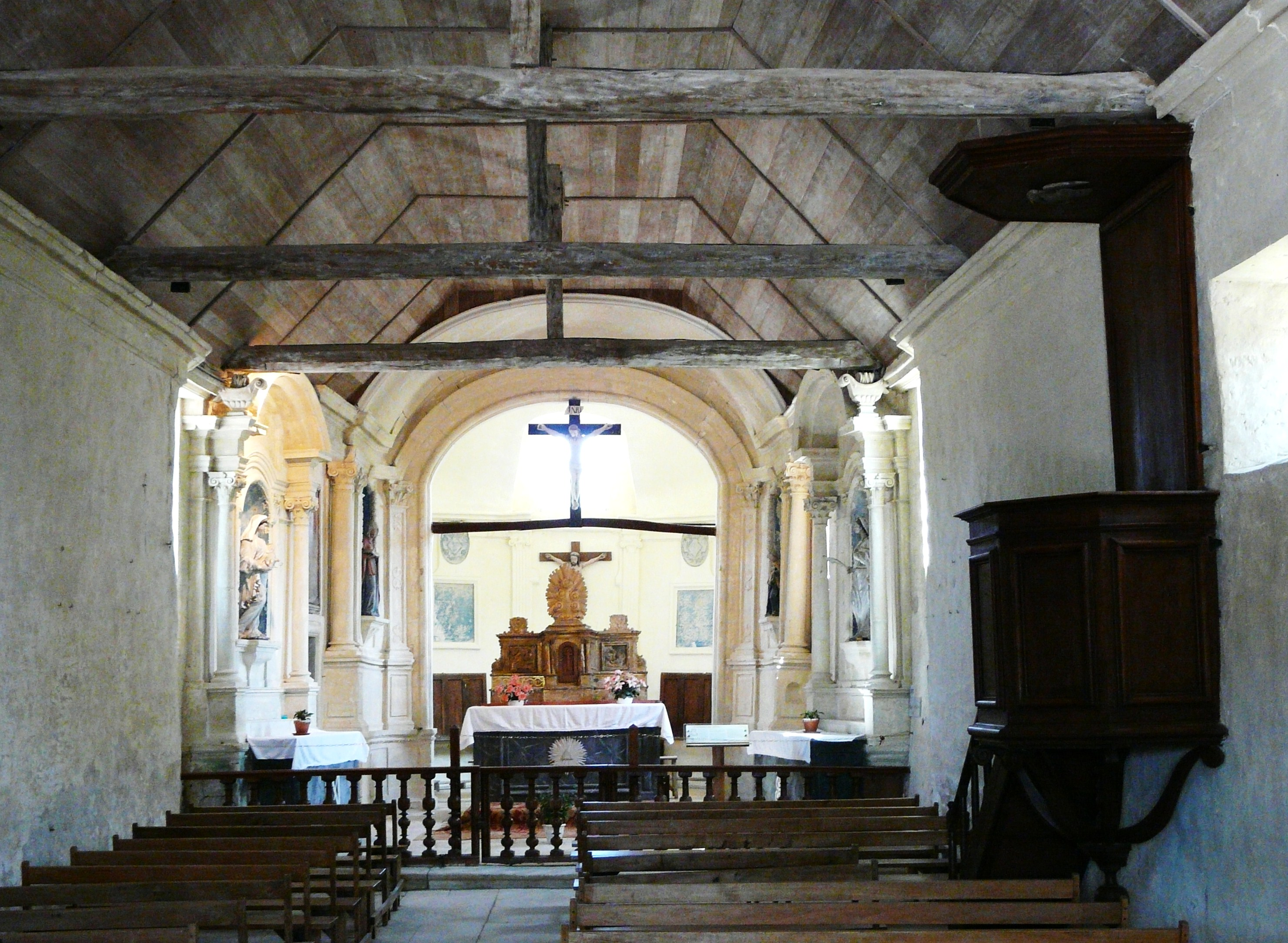
La nef, le chœur et la chaire.

### Personnalités liées à la commune
- Jean-François Merlet (1761-1830), homme politique français des XVIIIe et XIXe siècles, est mort à Louresse-Rochemenier.